# Bergsgraven
Bergsgraven är en grav från cirka 2 500 år f.Kr. som påträffades vid anläggandet av Bergsrondellen i Linköping 1953. I graven påträffades skeletten från en ung man och kvinna, ett spädbarn, en hund samt olika föremål. Graven är från den del av yngre stenåldern som kallas stridsyxekulturen.

## Om graven
I sambandet med bygget av bergsrondellen i Linköping hösten 1953, som sedermera ersattes av en större rondell på samma plats, påträffades skeletten av en man, en kvinna, ett spädbarn och en hund. Utgrävningen av graven pågick mellan den 16 och 28 november 1953.
Graven var vid tidpunkten för sin tillkomst cirka 2 500 år f.Kr. högt belägen i landskapet. Från gravplatsen hade man en milsvid utsikt mot över landskapet och sjön Roxen. Några andra gravar har inte påträffats i området.
Mannen i graven bedöms ha varit runt 30 år gammal när han avled, och kvinnan bedöms ha varit 18–20 år gammal. Den hund som begravdes bedöms också ha avlidit i en högre ålder eftersom skelettet visar att den haft slitna leder. När lämningarna undersöktes på nytt under 1980-talet upptäcktes även skelettet av en cirka tre månader gammal pojke, ett spädbarn, bland fynden. Det är dock inte säkerställt om spädbarnet är samtida med övriga lämningar i graven eller ej.
Både mannen och kvinnan i graven var placerade med sin ansikten åt sydost i så kallad hockerställning. Mellan hunden och kvinnan var spädbarnet placerat.
I graven har även flera föremål påträffats, däribland keramiska kärl och en så kallad strids- eller båtyxa. Invid kvinnan har även resterna av en skinnpåse med bland annat flintbitar och två bäverkäkar påträffats. Påsen kan ha varit tillsluten med två mindre ringar samt en kopparspiral som hittats vid den.
Bergsgraven har rekonstruerats och dess bevarade innehåll är utställt på Östergötlands museum. Under museets ombyggnad 2019 DNA-analyserades skeletten, vilket visade att de hade släktskap med stäppnomader, den tredje gruppen av invandrare till Sverige efter istiden. 2024 publicerades en studie som visade att både mannen och kvinnan bar på bakterien Salmonella enterica, vilket kan tyda på att de dog av salmonellainfektion.
Graven är en av de mer betydande påträffade lämningarna från stridsyxekulturen i Sverige.